# Londoner Vertrag (1840)
Der am 15. Juli 1840 von Großbritannien, Russland, Österreich und Preußen geschlossene Londoner Vertrag sollte die Orientkrise beenden.
Die vier Mächte einigten sich auf ein gemeinsames Vorgehen zugunsten des türkischen Sultans Abdülmecid I. und gegen den ägyptischen Vizekönig Muhammad Ali Pascha. Dieser sollte zur Rückgabe Nordsyriens und Kilikiens, Kretas, Gebieten auf der Arabischen Halbinsel sowie der türkischen Flotte verpflichtet werden. Als er auf ein Ultimatum nicht reagierte, kam es zur bewaffneten Intervention der Alliierten in Syrien. Nach der Einnahme Beiruts und weiterer Küstenstädte und nachdem Frankreich seine Unterstützung aufgegeben hatte, musste Muhammad Ali die Bedingungen 1841 annehmen. Im Gegenzug wurde seine Herrschaft über Ägypten von den europäischen Mächten als erblich anerkannt.
In Frankreich wurde der ohne sein Wissen zustande gekommene Viermächtevertrag als Neuauflage der Siegerkoalition von 1814 wahrgenommen. Die außenpolitische Krise schlug in einen nationalistischen Sturm der Öffentlichkeit um. Man fühlte sich übergangen und gedemütigt, von einem „diplomatischen Waterloo“ war die Rede.
Als Abschluss der Orientkrise wird der Dardanellen-Vertrag von 1841 angesehen.